# دين وايت
دين وايت (بالإنجليزية: Dean White)‏ هو رائد أعمال أمريكي، ولد في 1923 في نورفولك في الولايات المتحدة، وتوفي في 14 سبتمبر 2016 في كراون بوينت في الولايات المتحدة.